# Obroutchevski
Obroutchevski (en russe : Муниципальный округ Обручевский) est un district municipal de la ville de Moscou, dépendant administrativement du district administratif sud-ouest.

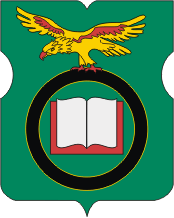
Armes du district
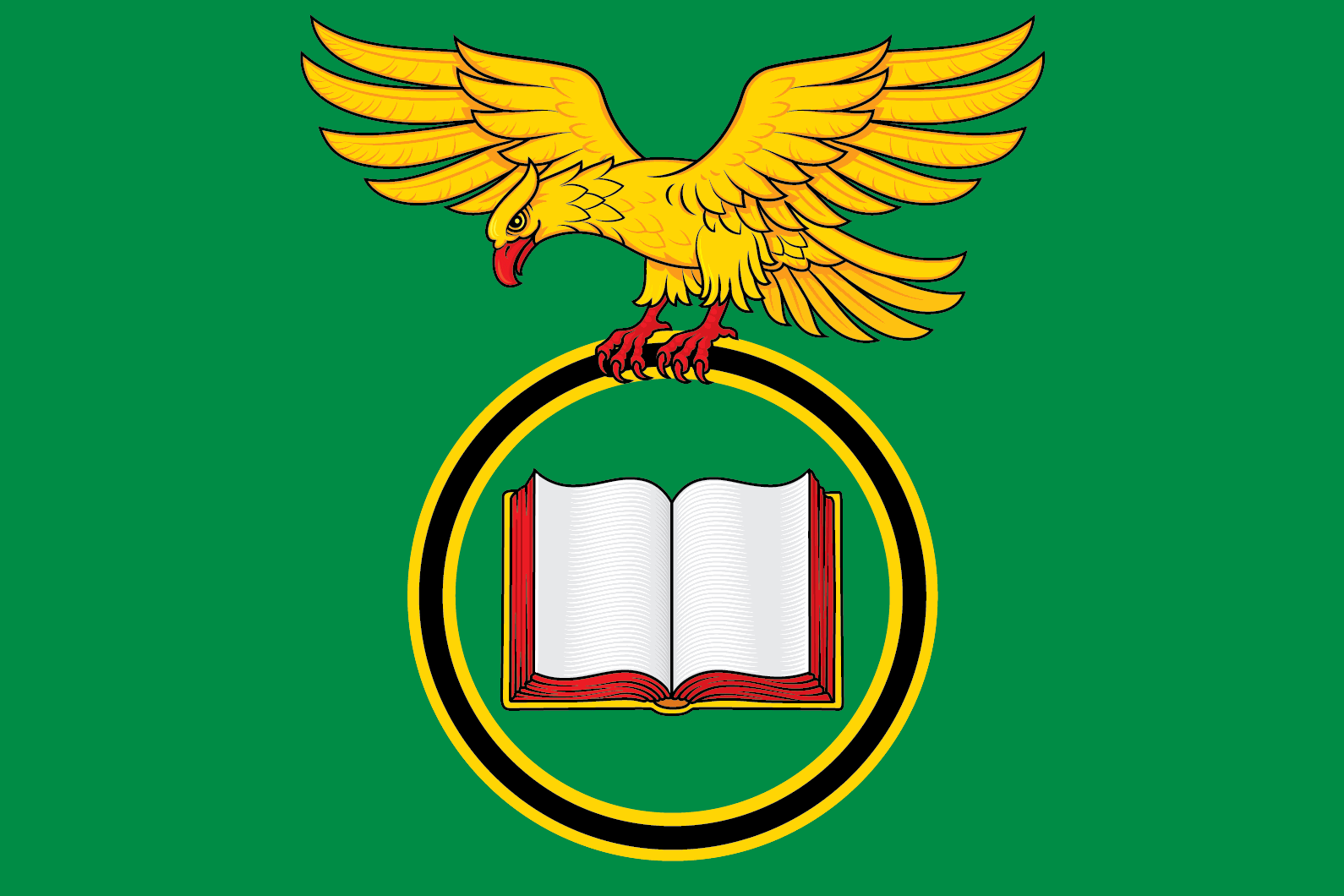
Drapeau du district

## Histoire
Il doit son nom à sa rue principale, la rue Obroutchev, baptisée en l'honneur du géologue Vladimir Obroutchev. 
On trouvait dans la partie nord du district, le long de la grand-route de Kalouga, le manoir Vorontsovo avec un parc attenant, qui fut après la Révolution d'Octobre, converti en sovkhoze.
La zone est incluse dans le territoire de Moscou en août 1960.
Les limites actuelles du quartier sont définis par la réforme administrative de 1991